# KBS 뉴스 9 일요와이드
KBS 뉴스 9 일요와이드는 대한민국 KBS 1TV에서 일요일 밤 9시에 방송되었던 한국방송공사의 일요일 보너스 심층 메인뉴스 프로그램이다.

## 방송 시간
| 방송 채널 | 방송 기간                          | 방송 시간                       |
| --------- | ---------------------------------- | ------------------------------- |
| KBS 1TV   | 1980년 9월 21일 ~ 1986년 11월 2일  | 일요일 밤 9시 ~ 9시 50분 (50분) |
| KBS 1TV   | 1991년 5월 26일 ~ 1992년 4월 5일   | 일요일 밤 9시 ~ 9시 50분 (50분) |
| KBS 1TV   | 1995년 2월 26일 ~ 1995년 9월 3일   | 일요일 밤 9시 ~ 9시 50분 (50분) |
| KBS 1TV   | 1986년 11월 9일 ~ 1987년 2월 15일  | 일요일 밤 9시 ~ 9시 45분 (45분) |
| KBS 1TV   | 1992년 10월 11일 ~ 1993년 4월 18일 | 일요일 밤 9시 ~ 9시 55분 (55분) |

## 개요
뉴스 저널리즘의 새로운 인식으로 영상 뉴스를 통한 뉴스의 쇼프로화를 과감히 시도한 TV 종합 뉴스 매거진이다. 컬러 텔레비전 방송 시작과 더불어 제작진은 공영 방송의 제도기능을 다하기 위해 고정 컬럼 '미니 토론'을 신설하여 논란이 되는 문제를 집중 취재,구성, 편집하여 방송하기로 하였다. 따라서 이는 시청자의 감각과 밀착된 방송으로서 시청자를 참여자로 간주하여 공동진행시켜 가는 일체감을 제고하게 된 것이다. 1987년부터 기존의 KBS 뉴스 9 형식으로 진행되었으나, 심층분석에 걸맞은 보도를 하였다. 1991년 5월부터 1992년 4월까지 일요 9(일요 아홉시), 또다시 1992년 10월부터 1993년 4월까지 9 일요현장(아홉시 일요현장), 또 다시 1995년 2월부터 1995년 9월까지 뉴스9 일요와이드(9시 뉴스 일요와이드) 등의 심층 보도와 통해 사회의 부도덕한 모습과 부조리 등을 고발하였으며, 그날 그날의 뉴스를 종합해서 깊이 있고 밀도 있게 진행하였다. 1995년 9월 KBS 뉴스 9에 흡수되어 폐지되었다.

## 구성
| 코너명         | 진행자                          |
| -------------- | ------------------------------- |
| 헤드라인       | 김종진 기자, 유정아 前 아나운서 |
| 현장보고       |                                 |
| 사건 속의 사건 |                                 |
| 현장 21        |                                 |
| 기상정보       | 이정민 기상캐스터               |
| 클로징         | 김종진 기자, 유정아 前 아나운서 |

## 앵커
- 김종진 (남) - KBS의 기자
- 유정아 (여) - KBS의 前 아나운서

### 역대 앵커

#### 남성
| 대수 | 진행자             | 진행 기간                          | 비고  |
| ---- | ------------------ | ---------------------------------- | ----- |
| 1대  | 김동건 前 아나운서 | 1980년 9월 21일 ~ 1983년           |       |
| 2대  | 조달훈 기자        | 1983년 ~ 1984년                    |       |
| 3대  | 김동건 前 아나운서 | 1984년 ~ 1985년                    | [ 1 ] |
| 4대  | 고수웅 前 기자     | 1985년 ~ 1986년                    |       |
| 5대  | 정용석 前 기자     | 1986년 ~ 1987년 2월 15일           | [ 2 ] |
| 6대  | 김준석 前 해설위원 | 1991년 5월 26일 ~ 1991년 7월 7일   |       |
| 7대  | 김홍 前 기자       | 1991년 10월 13일 ~ 1992년 4월 5일  |       |
| 8대  | 김광일 前 기자     | 1992년 10월 11일 ~ 1993년 4월 18일 |       |
| 9대  | 김종진 기자        | 1995년 2월 26일 ~ 1995년 9월 3일   |       |

#### 여성
| 대수 | 진행자             | 진행 기간                          | 비고 |
| ---- | ------------------ | ---------------------------------- | ---- |
| 1대  | 최희선 前 아나운서 | 1980년 9월 21일 ~ 1981년           |      |
| 2대  | 이영혜 前 아나운서 | 1981년 ~ 1983년                    |      |
| 3대  | 황인우 前 아나운서 | 1983년 ~ 1983년                    |      |
| 4대  | 김희성 前 아나운서 | 1983년 ~ 1984년                    |      |
| 5대  | 전여옥 前 기자     | 1985년 ~ 1986년                    |      |
| 6대  | 신은경 前 아나운서 | 1991년 5월 26일 ~ 1992년 4월 5일   |      |
| 7대  | 윤영미 前 아나운서 | 1992년 10월 11일 ~ 1993년 4월 18일 |      |
| 8대  | 이규원 아나운서    | 1995년 2월 26일 ~ 1995년 4월 30일  |      |
| 9대  | 유정아 前 아나운서 | 1995년 5월 7일 ~ 1995년 9월 3일    |      |

## 타이틀 변천사
현재 타이틀은 2013년 4월 8일을 기준으로 한다.
| 기수 | 타이틀                | 방송 기간                          |
| ---- | --------------------- | ---------------------------------- |
| 1기  | 뉴스파노라마          | 1980년 9월 21일 ~ 1987년 2월 15일  |
| 2기  | KBS 일요 9            | 1991년 5월 26일 ~ 1992년 4월 5일   |
| 3기  | KBS 9 일요현장        | 1992년 10월 11일 ~ 1993년 4월 18일 |
| 4기  | KBS 뉴스 9 일요와이드 | 1995년 2월 26일 ~ 1995년 9월 3일   |

## 로고

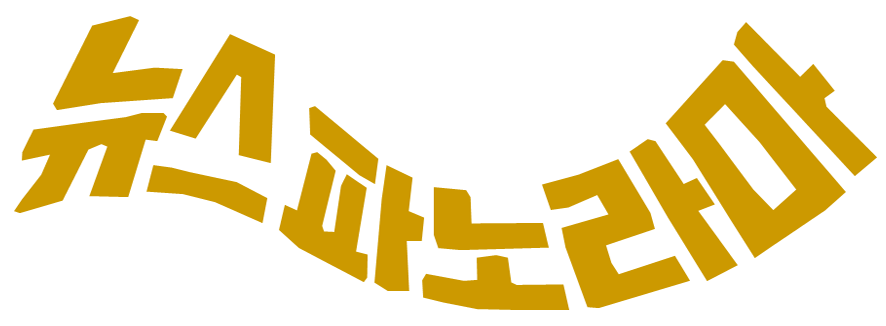
구형 사용 (1980년 9월 21일 ~ 1987년 2월 15일)
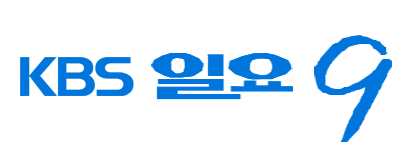
구형 사용 (1991년 5월 26일 ~ 1992년 4월 6일)
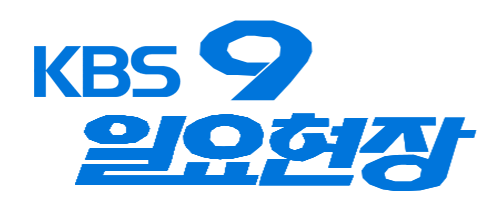
구형 사용 (1992년 10월 11일 ~ 1993년 4월 18일)
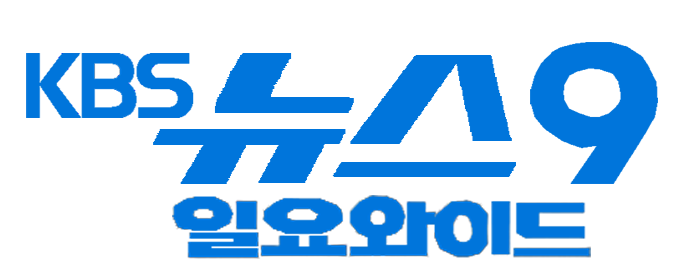
구형 사용 (1995년 2월 26일 ~ 1995년 9월 3일)

## 같이 보기
- KBS 뉴스 9
- MBC 뉴스데스크
- SBS 8 뉴스